# Городище (заповідне урочище)
Городи́ще — заповідне урочище місцевого значення в Україні. Об'єкт розташований на території Надвінянського району Івано-Франківської області, на схід від села Молодків. 
Площа 24,9 га. Статус отриманий у 1993 році. Перебуває у віданні ДП «Надвірнянський лісгосп» (Надвірнянське лісництво, кв. 7, вид. 7—10, 14—17). 
Статус присвоєно для збереження цінних насаджень дуба скельного.